# Argeș (rijeka)
Argeș čita se Arđeš (rumunjski: Râul Argeș) je rijeka u južnoj
Rumunjskoj dužine oko 350 km. Lijevi je pritok Dunava.

## Karakteristike
Argeș izvire u masivu Făgăraș (Južni Karpati) na južnim obroncima planinskih visova Moldoveanu i Negoiu, u južnoj Rumunjskoj. 
U planinskom dijelu najveći su joj pritoci Vâlsan, Doamnei i Târgulu. Nakon planinskog dijela teče prema jugu kroz gradove Curtea de Argeș i Pitești, zatim utječe u dunavsku ravnicu gdje kod grada Oltenița utječe u Dunav.
Najveći pritok Argeșa je rijeka Dâmbovița, koja teče kroz Bukurešt gotovo paralelno s Argeșom.
Porječje Argeșa veliko je oko 12 550 km². Na planinskom toku rijeke kod Căpățânenija 1960-ih godina podignuta je brana i akumulacijsko jezero za hidroelektranu Gheorghe Gheorghiu-Dej.

## Vanjske poveznice
|  | Zajednički poslužitelj ima još gradiva o temi Argeș (rijeka) |

- Argeș River na portalu Encyclopædia Britannica (engl.)